# 朱安麗
朱安麗（1964—），臺灣京劇演員，工花旦、刀馬旦，曾獲中國文藝獎章及文復會最佳旦角獎，2018年獲台北文化獎，2020年以《費特兒Phaedra》獲31屆傳藝金曲獎最佳演員獎。現為國立傳統藝術中心國光劇團排練指導。

## 生平
朱安麗為陸光劇校第3期「勝」字輩出身，習武旦後轉花旦，藝名為朱勝麗。陸光劇校畢業後加入陸光國劇隊，1995年加入中華民國教育部新成立之國立國光劇團，擔任花旦演員一職；2023年轉任國光劇團排練指導。師承秦慧芬、劉鳴寶、陸景春、馬述賢、白玉薇、陳永玲、周雪雯等名師。於國光劇團擔任演員期間，同時於佛光大學修讀藝術學研究所碩士。擅演傳統劇目：《穆柯寨》《樊梨花》《烏龍院》《大劈棺》《筱派貴妃醉酒》《賣水》《巴駱和》《昭君出塞》《春草闖堂》。主演國光劇團新編京劇《王有道休妻》《三個人兒兩盞燈》《青塚前的對話》《狐仙故事》等。2019年主演國光劇團與新加坡湘靈音樂社合作之跨界實驗劇《費特兒Phaedra》，並以此劇獲得傳藝金曲獎最佳演員獎。多次與當代傳奇劇場、拾念劇集、朱宗慶打擊樂團、莎士比亞的妹妹們的劇團、臺北海鷗劇團合作演出。

## 獎項
2018年獲第22屆台北文化獎。2020年以國光劇團新編作品《費特兒》、臺北海鷗劇團《女子安麗》雙料入圍第31屆傳藝金曲獎，並以《費特兒》獲戲曲表演類-最佳演員獎。